# Reperi
Reperi (łac. Diocesis  Reperitanus) – stolica historycznej diecezji we Cesarstwie rzymskim w prowincji Mauretania Cezarensis, zlikwidowana w VII w. podczas ekspansji islamskiej, współcześnie w północnej Algierii. Obecnie katolickie biskupstwo tytularne. 

## Biskupi tytularni
| Lp. | Biskup                       | Funkcja                            | Od               | Do               |
| --- | ---------------------------- | ---------------------------------- | ---------------- | ---------------- |
| 1   | James Martin Hayes           | biskup pomocniczy Halifax (Kanada) | 5 lutego 1965    | 22 czerwca 1967  |
| 2   | Daniel Pézeril               | biskup pomocniczy Paryża (Francja) | 30 września 1967 | 23 kwietnia 1998 |
| 3   | Antonieto Dumagan Cabajog    | biskup pomocniczy Cebu (Filipiny)  | 13 stycznia 1999 | 21 kwietnia 2001 |
| 4   | Juan Manuel Mancilla Sánchez | biskup pomocniczy Texcoco (Meksyk) | 23 maja 2001     | 8 listopada 2005 |
| 5   | George Rassas                | biskup pomocniczy Chicago (USA)    | 1 grudnia 2005   |                  |